# Ypsilandra
Ypsilandra es un género de plantas con flores perteneciente a la familia Melanthiaceae. Comprende seis especies.es originario de Nepal hasta China.

## Especies seleccionadas
- Ypsilandra alpina
- Ypsilandra cavaleriei
- Ypsilandra lausuenenis
- Ypsilandra parviflora
- Ypsilandra thibetica
- Ypsilandra yunnanensis